# Route 81 (Terre-Neuve-et-Labrador)
Pour les articles homonymes, voir Route 81.
La route 81 est une route tertiaire de la province de Terre-Neuve-et-Labrador, située dans l'est de l'île de Terre-Neuve, sur la péninsule d'Avalon. Elle est située au centre-ouest de la péninsule, une cinquantaine de kilomètres à l'ouest-sud-ouest de Saint-Jean. Elle est une route faiblement empruntée, excepté sa section entre la Route Transcanadienne et le village de Whitbourne, qui est une section moyennement empruntée. De plus, elle est nommée Markland Rd., et est une route asphaltée sur l'entièreté.

## Tracé
La 81 débute sur la route 91, à l'ouest de Colinet. Elle se dirige vers le nord pendant 23 kilomètres, en traversant une région isolée et en ne possédant que quelques courbes. Elle passe ensuite à l'ouest de Whitbourne, où elle tourne vers l'ouest (à gauche) à une intersection avec la rue principale. Elle se redirige ensuite vers le nord, traversant Little Island Cove. Elle bifurque vers l'est, puis vers le nord à une autre intersection, puis 300 mètres au nord, elle croise la Route Transcanadienne, la route 1, à sa sortie 28. C'est où elle se termine, et laisse sa place à la route 80 au nord de la Route Transcanadienne.

## Attraits
- Rodrigues Winery
- Whitbourne Heritage Museum

## Communautés traversées
- Colinet
- Whitbourne
- Little Island Cove